# Псы-воины
«Псы-воины» (англ. Dog Soldiers) — малобюджетный британский фильм 2002 года, режиссёра Нила Маршалла, снятый в жанре ужасов и повествующий об оборотнях. Съёмки фильма производились в Люксембурге.

## Сюжет
Шестеро британских солдат под командованием сержанта Уэллса оказываются в глуши в Великобритании. Они принимают участие в обычных учениях против спецназа. Имеется одна рация и оружие, заряженное холостыми патронами. Задание простое: пробраться через линию фронта условного противника. Расположившись ночью на стоянку бойцы обсуждают футбольный матч между сборными Англии и Германии, который они вынуждены пропустить из-за учений, травят солдатские байки, и рассказывают страшные истории о том, что в этой местности постоянно бесследно пропадают люди. Внезапно со скалы на них падает мёртвая корова.
На рассвете они отправляются по кровавому следу коровы и находят замаскированный армейский лагерь. Лагерь полностью разгромлен, повсюду кровь, части тела, внутренние органы. Однако оружие остаётся целым и даже с полными магазинами. Солдаты находят единственного выжившего: капитана отряда спецназа Райана, с которым знаком главный герой рядовой Купер. Райан тяжело ранен и на вопросы о том, что произошло, отвечает загадками и советует всем бежать, пока не поздно. Рация выходит из строя, зато в ней обнаруживается странный передатчик, очевидно должный передавать кому-то информацию о местоположении отряда. Лагерь же спецназа выглядит странным: оружие боевое, но его мало, зато в избытке транквилизаторов и сетей.
Наступают сумерки, и отряд вместе с Райаном пытается выбраться в более населённую местность. Однако в кустах слышен волчий вой, а оставленный в арьергарде капрал оказывается мёртвым. Сержант тяжело ранен напавшим неизвестным существом, и отрядом командует Купер. Стреляя на всякий подозрительный шум, отряд добирается до дороги, по которой проезжает автомобиль. За рулём находится девушка Меган, которая рассказывает, что она зоолог, что здесь нет никакого жилья, кроме маленькой фермы неподалёку и что она здесь именно для того, чтобы их встретить.
Добравшись до дома они обнаруживают его пустым. На столе еда, на включенной плите греются кастрюли, но никого из людей нет. Единственным живым существом оказывается пёс Сэм. Отряд решает попробовать добраться до города, однако выйдя на улицу, они обнаруживают автомобиль раскуроченным. Куперу ничего не остаётся делать, как скомандовать занять круговую оборону.
Меган утверждает, что нападающие — оборотни. Купер и другие солдаты ей не верят, но обстоятельства заставляют их уменьшить скепсис: на небе полная Луна, в кустах волчий вой, нападающие похожи на волков стоящих на двух ногах, и несмотря на стремительно уменьшающееся количество патронов, никому не удаётся даже ранить противника. К тому же недавно ещё чуть живой Райан чудесным образом выздоравливает, и его раны закрываются. Остаётся одна надежда — рассвет, но впереди ещё вся ночь.

## В ролях
| Актёр          | Роль                          |
| -------------- | ----------------------------- |
| Кевин Маккидд  | Рядовой Лоуренс «Куп» Купер   |
| Шон Пертви     | Сержант Гарри Уэллс           |
| Эмма Клисби    | Меган                         |
| Лиам Каннингем | Капитан Райан                 |
| Томас Локиер   | Капрал Брюс Кэмпбелл          |
| Даррен Морфитт | Рядовой Фил «Спуун» Уизерспун |
| Крис Робсон    | Рядовой Джои «Джо» Киркли     |
| Лесли Симпсон  | Рядовой Терри Милбурн         |

## Награды
- Главный приз «Золотой ворон» Брюссельского кинофестиваля фильмов в жанре фэнтези, научной фантастики и триллеров в 2002 году.
- Премия «Пегас» Нилу Маршаллу на фестивале в Брюсселе в 2002 году.
- Премия «Сатурн» за лучший DVD-релиз 2002 года.

## Саундтрек
- Tom Hark (автор Р. Бопап)
- Lyke wake dirge (автор Марк Томас)
- Clair de Lune (автор Клод Дебюсси)

## Продолжение
В апреле 2006 года планировались съёмки второй части фильма. Сиквел должен был носить подзаголовок «Свежее мясо». Нил Маршалл, кинооператор Сэм Маккерди, художник Симон Боулс не были связаны с производством, кроме Лиама Каннингема. Боб Грин был нанят сценаристом.
12 августа 2008 года информация о фильме была снята с различных веб-ресурсов и не было никаких известий о состоянии производства картины.